# Tom Molter
Tom Molter is een Amerikaans componist, muziekpedagoog, dirigent, arrangeur en trombonist. 

## Levensloop
Molter studeerde muziektheorie, compositie, orkestdirectie en trombone aan de University of Idaho en behaalde zijn Bachelor of Music. Vervolgens studeerde hij aan de Whitworth University en behaalde zijn diploma voor muziekopleiding. Als muziekleraar was hij werkzaam aan middelbare scholen. Tegenwoordig is hij dirigent van de harmonieorkesten aan de "Evergreen Middle School" in Spokane Valley in Washington. Sinds mei 2009 is hij dirigent van het "Spokane Jazz Orchestra".
Verder werkt hij als docent voor jazzarrangement aan de Eastern Washington University in Cheney. 
Als trombonist werkte hij in het jazz-sextet "Kind of Blue", de "Tom Molter Big Band" en het "Spokane Jazz orchestra". Hij was verder als trombonist actief in orkesten die voor Carnival en Royal Caribbean Cruise Lines op schepen speelden. 
Als componist schrijft hij werken voor harmonieorkest en jazzensembles. 

## Composities

### Werken voor harmonieorkest
- 1997 Mount Vernon
- 1997 Rain Dance
- 1997 Rattle Snakes!
- 1997 Rock-A-Saurus Rex!
- 1997 Sunset on the Sahara
- 1998 Mount Ranier
- 1998 Wagon Train
- 1999 Blue Suede Sneakers
- 2000 Arabian Dream
- 2000 Monster Rock
- 2000 Tribute and Triumph
- 2002 Dance of the Jester
- 2002 Dreamscape
- 2002 Milky Way March
- 2004 Mariachi Madness

### Werken voor jazz-ensemble
- 2002 Are You Ready?
- 2003 Blues for Buster
- 2004 Minor Details
- 2004 One, Two, Ready, Swing!
- Artificial Bebop
- MacKensies Dream
- Moment of sorrow
- Old No. 7
- Potato Face
- Rollin' On Down The Road
- Thinking of you